# Campo magnético rotativo

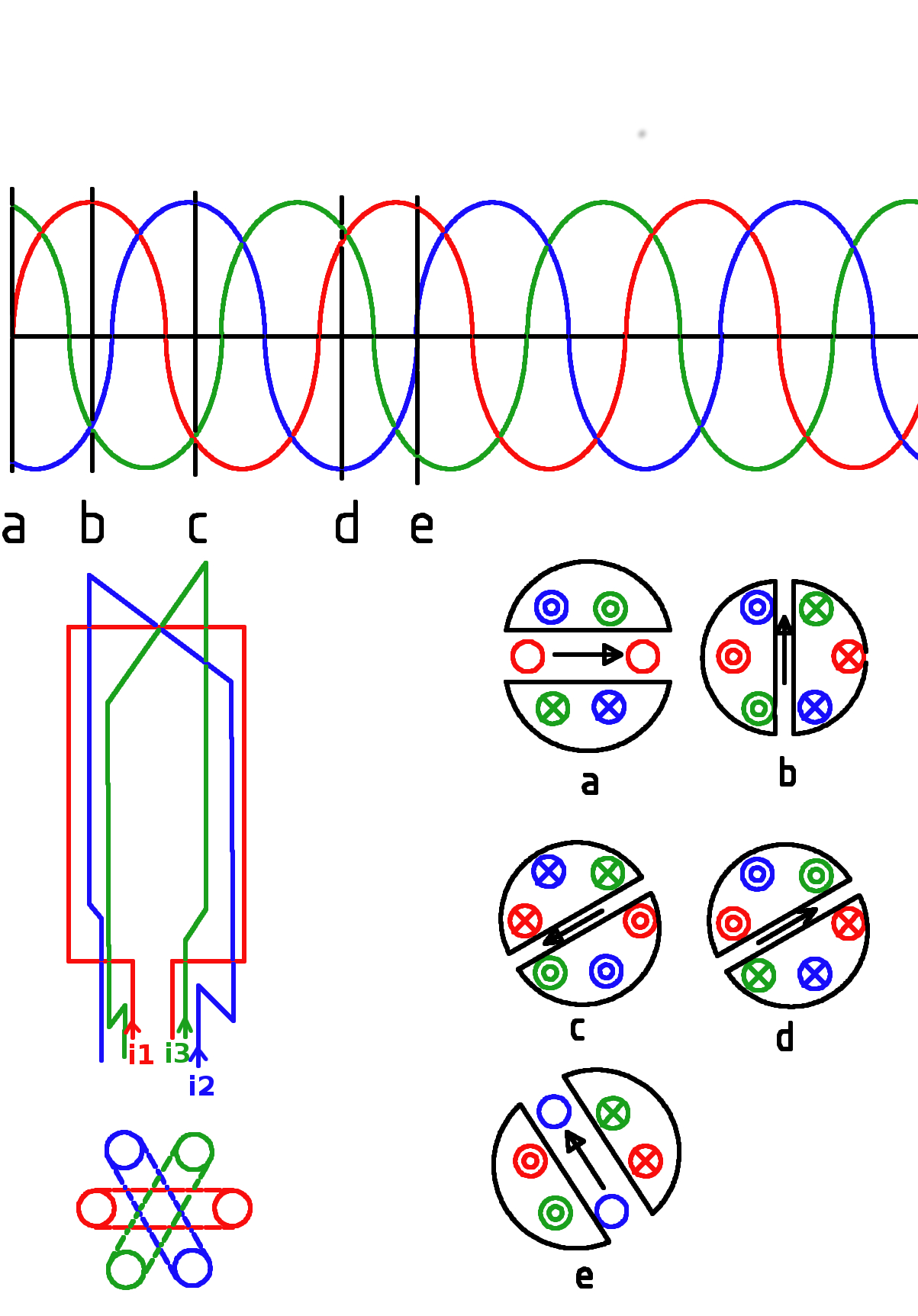
campo magnetico em diagrama

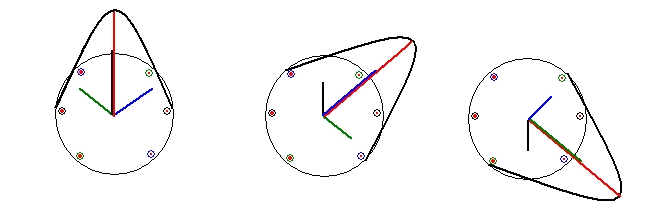
um exemplo de um campo magnetico rotatorio

Uma rotação do campo magnético ou campo magnético rotativo é um campo magnético que roda a uma velocidade uniforme (de preferência) e é gerada a partir de uma fase de corrente eléctrica alterna . Foi descoberto por Nikola Tesla em 1882, e é o fenômeno em que se baseia o motor AC .
Sequenciamento de turnos baseado em três imãs. Total resultante Fase Um Fase Dois Fase Três.

## Princípio de funcionamento
Ao espalhar sobre um cilindro de ferro ferromagnéticos ( Stator para máquinas eléctricas assíncronas) algumas bobinas , as entradas e saídas de 120 ° para o outro e estão separados alimentados com uma corrente alternada é obtido pelo efeito de corrente conduzida através deles uma o campo magnético de pulso.
Se duas bobinas iguais são colocados predispostos ao primeiro, mas de modo a que os planos que contêm eles estão localizados a 60 ° para a esquerda e para a direita da primeira bobina e cada grupo é alimentado.
Três posições de rotação, com a distribuição de energia do campo resultante.
Se cada grupo de bobinas tem um pequeno número delas, o campo magnético criado terá uma onda quadrada. Para aproximar uma sinusóide que é feito é para aumentar o número de espiras em cada grupo (de fase), e distribui -los tanto quanto possível no estator. 1
| polos | RPM a 50Hz | RPM a 60 Hz |
| ----- | ---------- | ----------- |
| 2     | 3000       | 3600        |
| 4     | 1500       | 1800        |
| 6     | 1000       | 1200        |
| 8     | 750        | 900         |
| 10    | 600        | 720         |
| 12    | 500        | 600         |
| 14    | 428,6      | 514,3       |
| 16    | 375        | 450         |
| 18    | 333,3      | 400         |
| 20    | 300        | 360         |